# Diego López de Cortegana
Diego López de Cortegana (Cortegana, Huelva; 1455-Sevilla, 1524) fue un traductor y humanista  español.

## Biografía
De origen hidalgo, pasó su niñez en Cortegana. Su escudo de armas representa un castillo coronado por un sol y apoyado sobre unas escaleras. Apareció en un libro titulado El itinerario del venerable varón micer Luis, patricio romano, traducido hacia 1520 por Cristóbal de Arcos.
En Sevilla cursó los estudios eclesiásticos y tuvo una dilatada carrera: canónigo y arcediano de la Catedral de Sevilla, fiscal y secretario de un tribunal de la Inquisición y capellán de la reina. Participó en la fundación del Estudio General, germen de la actual Universidad de Sevilla.

## Traducción
Nos han llegado sus traducciones:

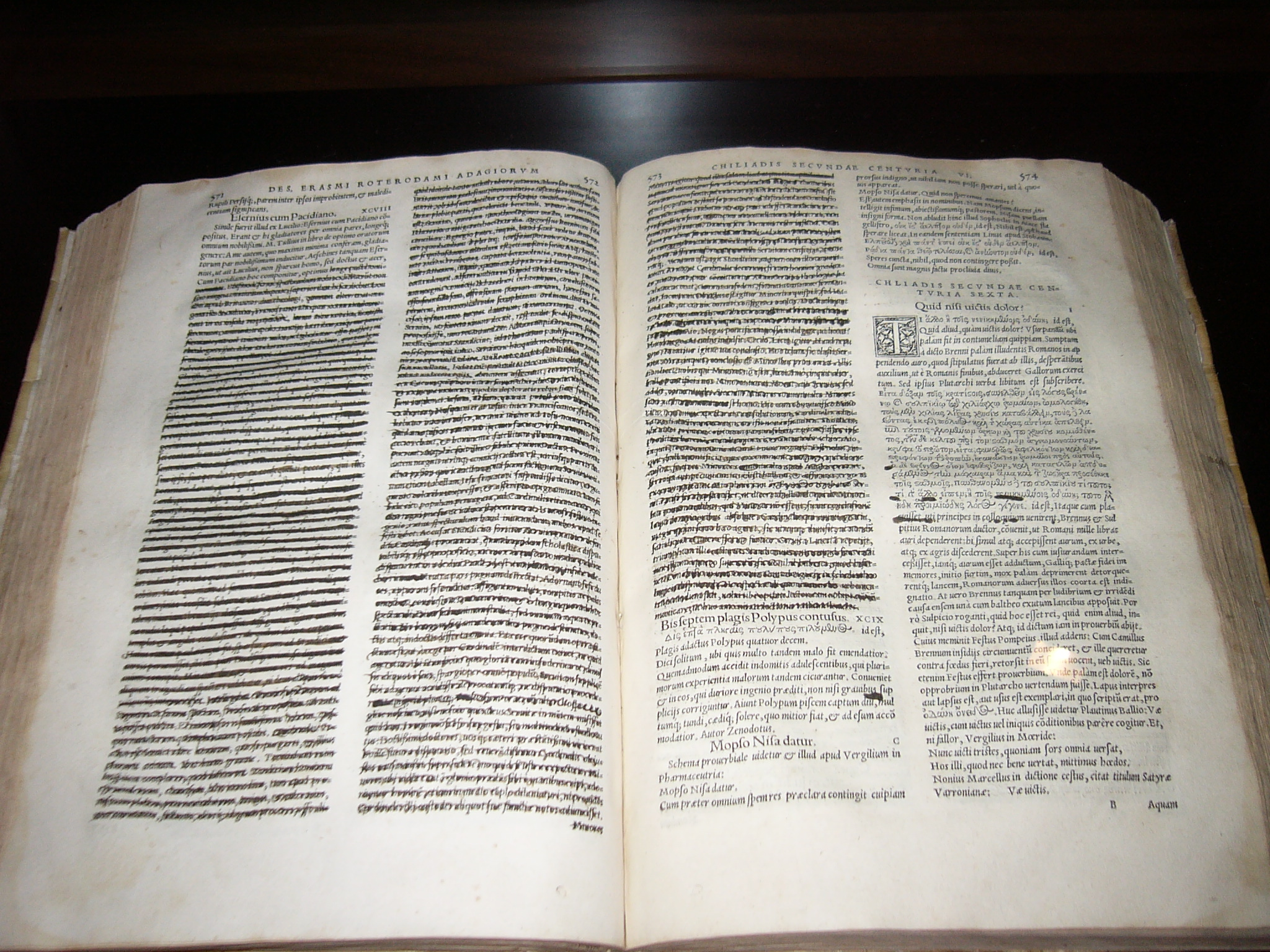
Texto de Erasmo de Róterdam tachado por la Inquisición

- 1513: Metamorfosis o El asno de oro, de Apuleyo,[3] que tiene una segunda edición en Medina del Campo (1543) y una posterior en Amberes (1551).[4]
- 1516: Querela Pacis, de Erasmo de Róterdam.[5]
- Tres tratados de la miseria y El sueño de la Fortuna de Eneas Silvio.[6]

La versión de Apuleyo, aunque libre, es muy elegante e innovadora, por lo que la convierten en arquetipo para traducir los textos clásicos. La traducción de Diego López de Cortegana es un ejemplo de un verdadero humanista español, en este caso dentro de la misma Iglesia católica. Su versión del clásico de Apuleyo bien podría ser el precedente de la novela picaresca en España, el Lazarillo de Tormes de 1554. Carlos García Gual escribe:

Como el sufrido asno de las Metamorfosis, el pícaro va de un amo a otro, y conocemos la crueldad de los bandidos, la impostura de los sacerdotes, la avaricia de unos y la lujuria o hipocresía de otros. Guzmán de Alfarache se compara a menudo con un asno, tal vez en recuerdo del de Apuleyo.

## Erasmismo
Con su temprana traducción de Erasmo, López de Cortegana es uno de los primeros difusores del Erasmismo en España y da cuenta de un núcleo sevillano de erasmistas, encabezado por Alonso Manrique, arzobispo de Sevilla e inquisidor general, el mismo al que va dedicada la versión del Enchiridion o Manual del caballero cristiano, de Erasmo, que se imprimió en 1526 y fue llevada a cabo por Alonso Fernández de Madrid.